# Walad Jandża
Walad Jandża (ar.  ولد ينجة, fr. Ould Yengé)  – miasto w południowej Mauretanii, w regionie Ghidimagha, w departamencie Walad Jandża. Siedziba administracyjna gminy Walad Jandża. W 2000 roku liczyło ok. 4,9 tys. mieszkańców.
Miasto leży w pobliżu granicy z Mali, przy rzece Karakoro, będącej dopływem Senegalu.